# Crassula connata
Crassula connata är en fetbladsväxtart som först beskrevs av Hipólito Ruiz López och Pav., och fick sitt nu gällande namn av Alwin Berger. Crassula connata ingår i släktet krassulor, och familjen fetbladsväxter.

## Underarter
Arten delas in i följande underarter:
- C. c. erectoides
- C. c. eremica
- C. c. muscoides
- C. c. subsimplex

## Bildgalleri

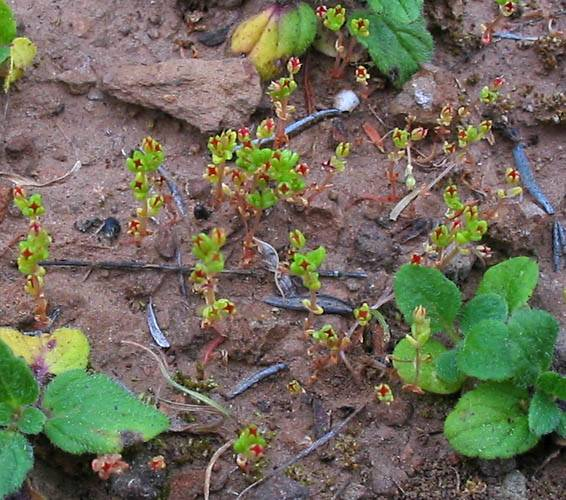
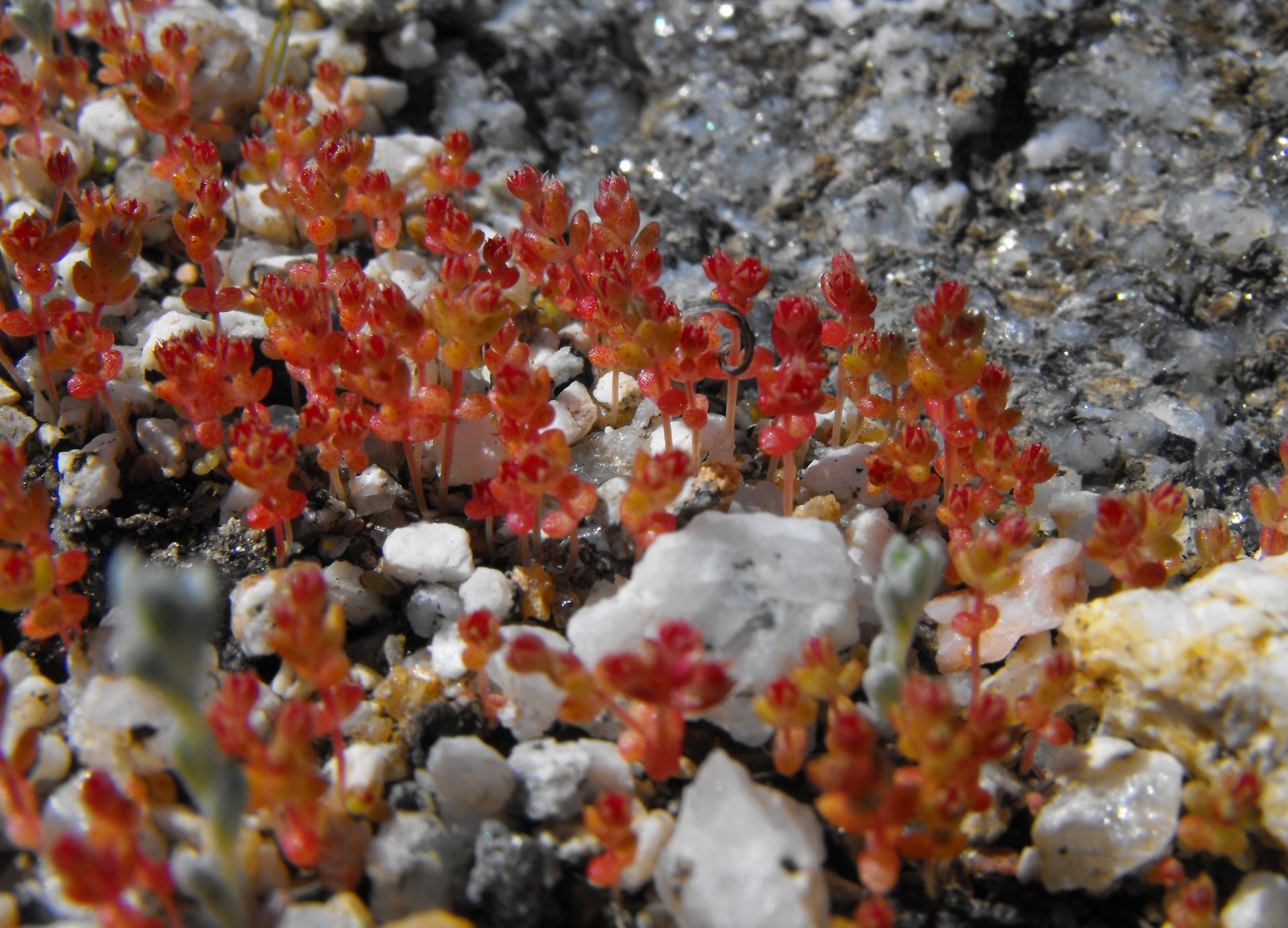